# Phil Spector (film)
Phil Spector – amerykański film biograficzny z 2013 roku oparty na scenariuszu i reżyserii Davida Mameta, opowiadający o życiu amerykańskiego producenta muzycznego i muzyka Phila Spectora.
Film został wydany 24 marca 2013 roku w Stanach Zjednoczonych przez HBO Films.

## Opis fabuły
W latach 60. i 70. Phil Spector (Al Pacino) święcił triumfy jako muzyk. Potem pogrążył się w nałogu alkoholowym. Głośno jest o kolejnych skandalach z jego udziałem. W 2003 roku zostaje oskarżony o zabicie młodej aktorki. Broni go Linda Kenney Baden (Helen Mirren). Łączą ich skomplikowane relacje.

## Obsada
- Al Pacino jako Phil Spector
- Helen Mirren jako Linda Kenney Baden
- Chiwetel Ejiofor jako Mock Prosecutor
- Jeffrey Tambor jako Bruce Cutler
- John Pirruccello jako Nick Stavros
- Clara Mamet jako dziewczyna
- James Tolkan jako Larry Fidler
- Natalia Nogulich jako Giovonetta Ricci
- Matthew Rauch jako Mike

i inni